# Segunda Federación
De Segunda Federación, voorheen bekend als Segunda División RFEF, is sinds het seizoen 2021/22 het vierde niveau van het Spaanse voetbalcompetitiesysteem. Het wordt beheerd door de Koninklijke Spaanse voetbalbond. Het staat onder de Primera Federación en boven de Tercera Federación.
Het eerste seizoen bestond uit zesendertig ploegen uit de voormalige Segunda División B, die zich niet konden plaatsen voor de Primera División RFEF en vierenvijftig ploegen uit de voormalige Tercera División. De ploegen worden ondergebracht in vijf groepen. Op 30 juni 2022, na slechts één seizoen te hebben bestaan, werd Segunda División RFEF omgedoopt tot Segunda Federación.

## Deelnemende clubs in het seizoen 2023/24
De indeling in vijf reeksen gebeurt aan de hand van de geografische ligging van de ploegen.
| Groep I | Groep II | Groep III | Groep IV | Groep V |
| --- | --- | --- | --- | --- |
| - Arandina - Avilés - Cayón - Compostela - Coruxo - Covadonga - Deportivo Fabril - Gimnástica de Torrelavega - Guijuelo - Langreo - Marino Luanco - Ourense - Oviedo Vetusta - Pontevedra - Racing Villalbés - Rayo Cantabria - Valladolid Promesas - Zamora | - Alavés B - Arenas - Barakaldo - Barbastro - Bilbao Athletic - Brea - Calahorra - Deportivo Aragón - Egüés - Gernika - Izarra - UD Logroñés - Mutilvera - Náxara - Real Sociedad C - San Juan - Tudelano - Utebo | - Alzira - Andratx - Atlético Saguntino - Badalona Futur - Cerdanyola del Vallès - Espanyol B - Europa - Formentera - Hércules - La Nucía - Lleida Esportiu - Manresa - Peña Deportiva - Penya Independent - Sant Andreu - Terrassa - Torrent - Valencia Mestalla | - Águilas - Antoniano - Betis Deportivo - Cádiz B - Cartagena B - El Palo - Estepona - La Unión Atlético - Linense - Manchego - Mar Menor - Marbella - Orihuela - San Roque Lepe - Sevilla Atlético - UCAM Murcia - Vélez - Yeclano | - Atlético Paso - Badajoz - Cacereño - Getafe B - Gimnástica Segoviana - Guadalajara - Illescas - Llerenense - Mensajero - Montijo - Navalcarnero - Numancia - San Fernando - San Sebastián de los Reyes - Talavera de la Reina - Unión Adarve - Ursaria - Villanovense |

## Promotie
In het totaal stijgen er tien ploegen naar de Primera Federación. Op het einde van het reguliere seizoen stijgen de vijf kampioenen.  De play off tussen de tweede tot en met vijfde van de groepen bepalen vijf bijkomende stijgers.  Deze nacompetitie wordt gespeeld in één regio en bestaat uit twee rondes, elke ronde gespeeld in één wedstrijd.
| Seizoen         | Kampioen Groep 1 | Kampioen Groep 2     | Kampioen Groep 3 | Kampioen Groep 4            | Kampioen Groep 5        | Andere stijgers |
| --------------- | ---------------- | -------------------- | ---------------- | --------------------------- | ----------------------- | --- |
| 2021-2022       | Pontevedra CF    | CA Osasuna B         | CD Numancia      | Córdoba CF                  | CF Intercity            | Mérida AD (groep 4 tweede) AD Ceuta FC (groep 4 vierde) CF La Nucía (groep 5 tweede) Real Murcia (groep 5 derde) CD Eldense (groep 5 vierde)                                         |
| 2022-2023       | CD Arenteiro     | Sestao River Club    | CD Teruel        | Antequera CF                | UD Melilla              | SD Tarazona (groep 2 derde) Recreativo de Huelva (groep 4 tweede) Club Recreativo Granada (groep 4 derde) Atlético Sanluqueño CF (groep 4 vierde) Atlético Madrid B (groep 5 tweede) |
| 2023-2024       | Ourense CF       | Bilbao Athletic      | Hércules CF      | Sevilla Atlético            | Gimnástica Segoviana CF | Zamora CF (groep 1 derde) Barakaldo CF (groep 2 tweede) Yeclano Deportivo (groep 4 tweede) Marbella FC (groep 4 derde) Betis Deportivo Balompié (groep 4 vijfde)                     |
| 2024-2025       | Pontevedra CF    | Arenas Club de Getxo | CE Europa        | Juventud de Torremolinos CF | CD Guadalajara          | Real Avilés Club de Fútbol (groep 1 derde) CD Teruel (groep 2 vijfde) CE Sabadell (groep 3 derde) CP Cacereño (groep 5 tweede) CF Talavera de la Reina (groep 5 derde)               |
| Totaal stijgers | 6                | 7                    | 5                | 12                          | 10                      | - |

## Degradatie
In het totaal degraderen er zevenentwintig ploegen, de veertiende tot en met de achttiende uit iedere reeks en de twee dertienden uit de vijf groepen.  De beste dertiende is gered en de vier dertienden met het slechtste klassement worden tegen mekaar geloot en spelen één wedstrijd op neutraal plein en bepalen de twee laatste dalers.  Zij spelen het daaropvolgende jaar in de Tercera Federación.
| Seizoen   | Groep 1                                                                                               | Groep 2                                                                                     | Groep 3 | Groep 4 | Groep 5 |
| --------- | --- | ------------------------------------------------------------------------------------------- | --- | --- | --- |
| 2021-2022 | 13 - 14 CD Móstoles URJC 15 Salamanca CF 16 UD Llanera 17 Arosa SC 18 UC Ceares                       | 13 - 14 CD Cayón 15 CD Tropezón 16 Náxara CD 17 CF Ardoi 18 Peña Sport FC                   | 13 Cerdanyola FC (1) 14 CE Andratx 15 CF Badalona 16 CE Europa 17 SD Huesca B 18 SD Ejea                                | 13 - 14 CD Mensajero 15 Las Palmas Atlético 16 UD San Fernando 17 CF Panadería Pulido 18 UD Tamaraceite                         | 13 Águilas FC 14 Atlético Levante UD 15 Atlético Pulpileño 16 CD Marchamalo 17 CS Puertollano 18 CD Toledo |
| 2022-2023 | 13 - 14 CD Palencia Cristo Atlético 15 CD Laredo 16 Burgos CF Promesas 17 CD Lugo B 18 Bergantiños FC | 13 Beasain KE 14 CA Cirbonero 15 CD Alfaro 16 UD Logroñés B 17 Racing Rioja CF 18 CD Arnedo | 13 - 14 AE Prat 15 UE Olot 16 CD Ibiza Islas Pitiusas 17 RCD Mallorca B 18 CD Ebro                                      | 13 - 14 Xerez Deportivo FC 15 CD El Ejido 16 Juventud de Torremolinos CF 17 Atlético Mancha Real 18 CD Utrera                   | 13 CD Coria 14 CD Leganés B 15 CD Alcorcón B 16 CD Diocesano 17 UD Socuéllamos 18 CD Don Benito            |
| 2023-2024 | 13 - 14 RC Vilalbés 15 Arandina CF 16 Real Oviedo Vetusta 17 CD Cayón 18 CD Covadonga                 | 13 - 14 AD San Juan 15 UD Mutilvera 16 Náxara CD 17 CD Valle de Egüés 18 CD Brea            | 13 SD Formentera 14 Atlético Saguntino 15 Cerdanyola del Vallès FC 16 SE Penya Independent 17 CE Manresa 18 CF La Nucía | 13 CD Manchego Ciudad Real 14 Racing Cartagena Mar Menor FC 15 El Palo FC 16 CD San Roque de Lepe 17 Vélez CF 18 FC Cartagena B | 13 - 14 AD Llerenense 15 UD San Fernando 16 CD Badajoz 17 CD Mensajero 18 UD Montijo                       |

(1) Blijft in de reeks aangezien CF Internacional de Madrid door financiële problemen stopt te bestaan. Daardoor degradeerde CF Talavera de la Reina niet en bleef in Primera en nam Cerdanyola FC de vrijgekomen plaats in Segunda in.  Voorts had het faillissement van Extremadura UD tot gevolg dat CD Estepona haar plaats innam.
Primera División ·
Segunda División ·
Primera Federación ·
Segunda Federación ·
Tercera Federación ·
Spaans amateurvoetbal ·

Copa del Rey ·
Copa de la Liga ·
Supercopa de España · 
Primera División Femenina · 
Copa de la Reina

División de Honor de Futsal